# Glucozo-6-fosfat dehidrogenază

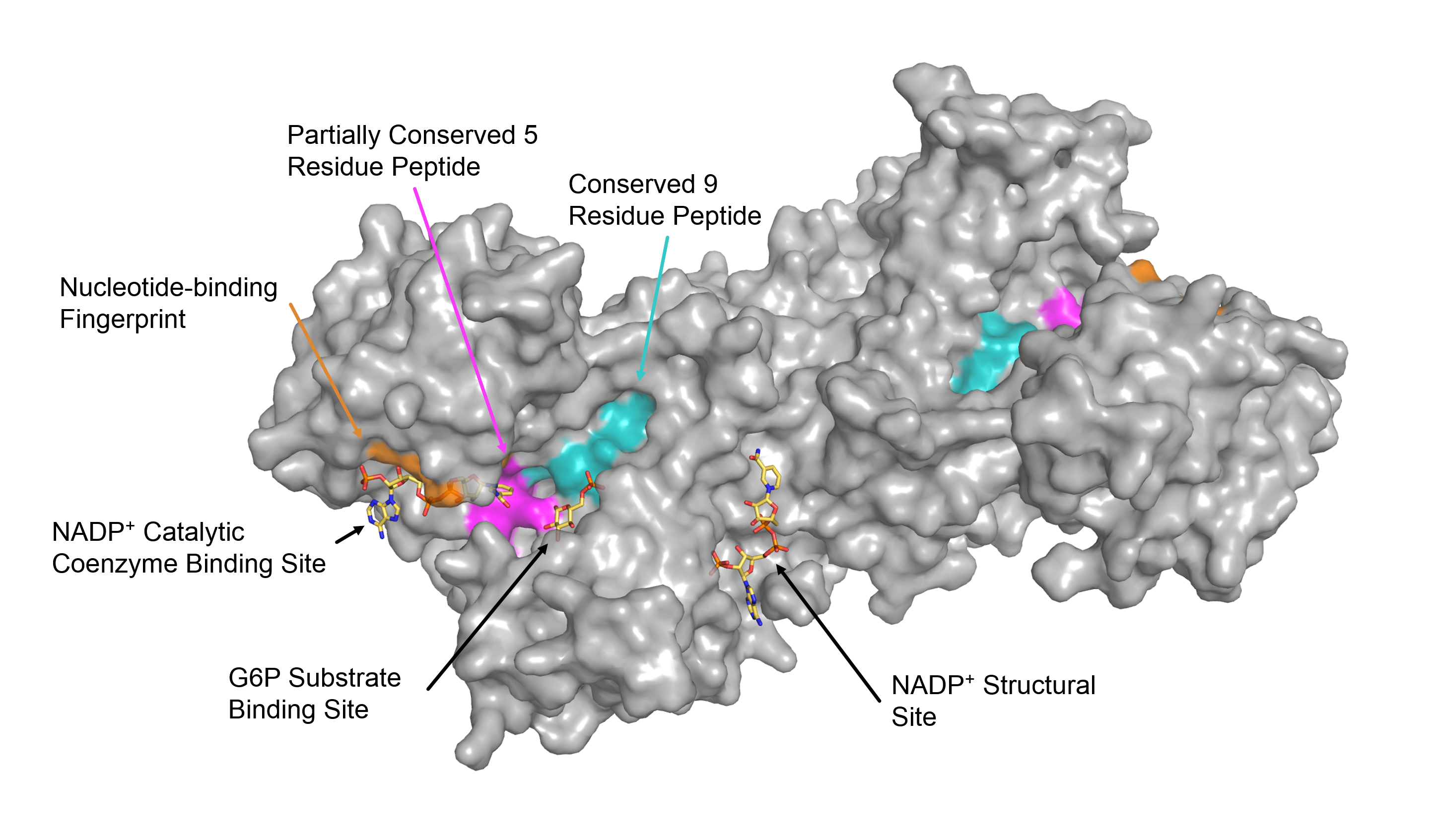
Structura G6PD din Leuconostoc mesenteroides

Glucozo-6-fosfat dehidrogenaza (G6PD sau G6PDH) (EC 1.1.1.49) este o enzimă din citosol care catalizează reacția de conversie a glucozo-6-fosfatului la 6-fosfo-D-glucono-1,5-lactonă. Participă astfel în calea metabolică a pentozo-fosfatului.
Reacția chimică catalizată este reprezentată la modul general:
D-glucozo-6-fosfat + NADP+ + H2O  6-fosfo-D-glucono-1,5-lactonă + NADPH + H+